# シュレディンガーの猫 (Brian the Sunのアルバム)
『シュレディンガーの猫』（シュレディンガーのねこ）は、Brian the Sunのインディーズ2枚目のミニアルバム。2015年11月25日にSPACE SHOWER MUSICから発売された。

## 概要
前作『Brian the Sun』から約1年ぶり、ミニアルバムとしては『彼女はゼロフィリア』以来、約1年8ヶ月ぶりとなる。
バンド初期から演奏されている表題曲「シュレディンガーの猫」、2010年にシングルリリースされた「都会の泉」、2011年にシングルリリースされた「虹」など全5曲を収録。
ジャケット写真は、仙台在住のアーティスト/イラストレーター菅野 麻衣子が手がけたもので、「猫」をキーワードにしたイラストレーションとなっている。

## 収録曲
全作詞・作曲∶森良太
1. 都会の泉 [4:42]
  - 自主製作3rdシングル「都会の泉」表題曲。
2. half cab [3:43]
3. シュレディンガーの猫 [3:37]
  - 自主製作1stシングル「Canary」収録曲。
  - テレビ朝日系全国放送『musicる TV』11月度オープニングテーマ
4. 同じ夢 [5:15]
5. 虹 [3:21]
  - 自主製作5thシングル「虹/はちみつ」表題曲。